# Alternativet
Alternativet (deutsch Die Alternative; Parteibuchstabe: Å) ist eine politische Partei in Dänemark. Sie setzt sich für einen gesellschaftlichen Umbau auf Basis einer links-grünen Politik ein.

## Geschichte
Alternativet wurde im November 2013 durch den früheren Kulturminister Uffe Elbæk (vormals Radikale Venstre) initiiert und im März 2015 offiziell für die kommende Wahl zugelassen. Ihre Mitgliederschaft setzte sich zunächst vornehmlich aus Anhängern der politischen Linken und der Mitte zusammen; so ergab eine Erhebung im Jahr 2014, dass die Mitglieder der Partei bei der Folketingswahl 2011 mehrheitlich linksradikal (28,8 %), sozialliberal (27,4 %) und sozialistisch (20,8 %) gestimmt hatten.
Erstmals trat Alternativet bei der Folketingswahl 2015 an, war im Folketing jedoch bereits zuvor mit einem Sitz (durch Elbæks Fraktionsaustritt) vertreten. Im Wahlkampf machte die Partei sich u. a. für einen Veggie-Day und die Einführung der 30-Stunden-Woche stark und konnte mit 4,8 % der Stimmen (9 Mandate) ins Parlament einziehen. Bei der Folketingswahl 2019 erreichte sie 3,0 % der Stimmen und kam damit auf fünf Mandate.
Für die Europawahl 2019 arbeitete Alternativet mit der paneuropäischen Bewegung DiEM25 zusammen. Am 9. März 2020 traten vier der fünf Parlamentsabgeordneten der Alternative aus Partei und Fraktion aus, darunter Parteigründer Elbæk. Sie begründeten dies mit ihrer Unzufriedenheit am Führungsstil neuen Parteiführerin Fock, die seit dem 1. Februar amtiert.
Am 7. Februar 2021 wurde Franciska Rosenkilde zur neuen Parteiführerin gewählt. Bei der Folketingswahl 2022 konnte sich die Partei leicht verbessern und errang sechs Mandate.

## Ziele
Alternativet präsentierte mit einem „Manifest“ 2014 erste Grundsätze, 2015 wurde ein Parteiprogramm verabschiedet. Darin wird für eine neue politische Kultur geworben, ökologische, soziale und ökonomische Nachhaltigkeit eingefordert, werden die Bedeutung von Bildung und lebenslanger Neugierde, Kunst und Kultur, Unternehmergeist, sozialem Einfallsreichtum und Ganzheitlichkeit unterstrichen.
Alternativet gibt sich betont proeuropäisch und ging bei der Europawahl 2019 einen Wahlverbund mit Radikale Venstre ein, die ebenfalls als proeuropäisch gilt.

## Wahlergebnisse
| Jahr | Wahl                | Stimmen | Prozent | Mandate |
| ---- | ------------------- | ------- | ------- | ------- |
| 2015 | Folketingswahl 2015 | 168.788 | 4,8 %   | 9/179   |
| 2019 | Folketingswahl 2019 | 104.278 | 3,0 %   | 5/179   |
| 2019 | Europawahl 2019     | 92.964  | 3,4 %   | 0/13    |
| 2022 | Folketingswahl 2022 | 117.629 | 3,3 %   | 6/179   |
| 2024 | Europawahl 2024     | 65.276  | 2,7 %   | 0/15    |